# Episodi di Momma Named Me Sheriff
Elenco degli episodi della serie televisiva animata Momma Named Me Sheriff.
La prima stagione, composta da 9 episodi, è stata trasmessa negli Stati Uniti dal 17 novembre al 15 dicembre 2019. La seconda stagione, composta da 10 episodi, viene trasmessa dal 14 febbraio al 14 marzo 2021.
| nº               | Titolo originale              | Prima TV USA     |
| Prima stagione   | Prima stagione                | Prima stagione   |
| ---------------- | ----------------------------- | ---------------- |
| 1                | Hats                          | 17 novembre 2019 |
| 2                | Smelly Glenn                  | 24 novembre 2019 |
| 3                | Stuck                         | 24 novembre 2019 |
| 4                | Ganley Stoodman               | 1º dicembre 2019 |
| 5                | Bald Boyz                     | 1º dicembre 2019 |
| 6                | TV                            | 8 dicembre 2019  |
| 7                | Sunday Man                    | 8 dicembre 2019  |
| 8                | Chili Snakes                  | 15 dicembre 2019 |
| 9                | Finale                        | 15 dicembre 2019 |
| Seconda stagione |                               |                  |
| 1                | Charter                       | 14 febbraio 2021 |
| 2                | Good Guys                     | 14 febbraio 2021 |
| 3                | Sheriff and Roach             | 21 febbraio 2021 |
| 4                | Bad Parents                   | 21 febbraio 2021 |
| 5                | Puddin                        | 28 febbraio 2021 |
| 6                | Membership                    | 28 febbraio 2021 |
| 7                | Election                      | 7 marzo 2021     |
| 8                | The Case of Sad, Sad, Sheriff | 7 marzo 2021     |
| 9                | Neighborhood Knight Watch     | 14 marzo 2021    |
| 10               | Neighborhood Knight Watch     | 14 marzo 2021    |

## Hats
- Titolo originale: Hats
- Diretto da: Will Carsola
- Scritto da: Will Carsola, Dave Stewart e Sean Conroy

### Trama
Goodman entra in carica come vice dello Sceriffo, tuttavia Floyd mangia i loro cappelli. Senza i loro cappelli, lo Sceriffo apprende che i poliziotti perdono tutti i loro poteri. Il Presidente organizza quindi un incontro con le forze dell'ordine e concorda sul fatto che i cappelli sono l'elemento più importante per mettere in risalto l'autorità. Nel frattempo, Goodman cerca di distruggere Floyd che è diventato così grande da avere le dimensioni di un pianeta. Durante il trasporto del corpo di Floyd, i cavi che lo trattengono si staccano e inizia a rotolare verso Albuquerque, nel Nuovo Messico, in quella che definiscono come "la fine della città". Lo sceriffo chiama il dispaccio per far sì che un movimento sismico modifichi la rotta di Floyd, riuscendo nel tentativo prima di causare gravi danni.
- Ascolti USA: telespettatori 557.000 – rating/share 18-49 anni.[2]